# Mas Serra (Avinyonet de Puigventós)
Mas Serra és una masia del municipi d'Avinyonet de Puigventós inclosa en l'Inventari del Patrimoni Arquitectònic de Catalunya.

## Descripció
El conjunt de construccions que formen el mas Serra està situat a la zona meridional del veïnat de les Tres Cases, al qual ha donat nom juntament amb el mas Bosc i el mas Comelles. Tot i que es troba molt modificada en l'actualitat, la casa conserva elements molt remarcables, d'entre els quals cal esmentar la gran façana principal, orientada a migdia, on es troba la porta d'accés d'arc de mig punt amb grans dovelles de pedra molt ben tallades i la data del 1526 a la clau. Al damunt d'aquest portal hi ha una finestra renaixentista rectangular, amb un frontó triangular de coronament. A la part superior hi ha la base de pedra d'un matacà, completat amb maó. Altres obertures de tipologia diversa completen aquesta façana; les dues rectangulars que hi ha situades a la banda dreta mostren la inscripció: "NARCIS SERRA 1577". Hi ha altres cossos d'edifici a la banda de ponent d'aquesta façana, i també mostren elements d'interès arquitectònic. El conjunt es cobreix amb teulades a dues vessants.

## Història
El mas Serra és un dels tres masos que configuren el veïnat de les Tres Cases. És una construcció que data del segle xvi, igual que el mas Bosc i el mas Comelles, però que ha estat molt modificada al llarg del temps.A diversos llocs de la façana principal apareixen inscripcions relatives al segle xvi en què fou construïda.